# 张沈
张沈（？—4世纪），十六国时期后赵抚军将军。
当时政权为皇帝石鉴的养侄大将军武德王石闵所掌握。大约青龙元年（350年）正月，石闵想消灭石氏，改姓李，改国号卫；公卿文武万余人出奔旧都襄国投奔先前起兵反对石闵的皇弟新兴王石祗。张沈据滏口，张贺度据石渎，建义将军段勤据黎阳，宁南将军杨群据桑壁，刘国据阳城，段龛据陈留，姚弋仲据滠头，蒲洪据枋头，都有数万人，都不依附李闵。
李闵和大司马录尚书事李农正出兵讨伐张贺度时，闰正月，石鉴秘密派宦官带着书信召张沈等，让他们乘虚袭邺城。宦官告诉李闵、李农，李闵、李农骑马回邺城，废杀石鉴，并杀石鉴父先帝石虎的三十八个孙子。
此后没有张沈的记载。